# AD Bandeirante
AD Bandeirante was een Braziliaanse voetbalclub uit Núcleo Bandeirante, in het Federaal District.

## Geschiedenis
De club werd opgericht in 1977 en nam datzelfde jaar nog deel aan het Campeonato Brasiliense. De club eindigde op de derde plaats in de eerste fase, die gedomineerd werd door Brasília dat alle wedstrijden won. In de tweede fase werd de club dan tweede achter de uiteindelijke kampioen Brasília, maar was dat jaar wel de enige club waar Brasília een punt tegen moest prijsgeven. In 1980 speelde de club voor de tweede keer in de hoogste klasse en werd nu afgetekend laatste. Na dit seizoen verdween de club.